# Kamila Barbosa
Kamila Barbosa Vito da Silva (nascida em 13 de setembro de 1988) é uma lutadora brasileira de luta livre olímpica. Ela é duas vezes medalhista de bronze no Pan American Wrestling Championships. Ela também representou o Brasil nos Jogos Pan-Americanos em 2015 e em 2019.

## Carreira
Em 2019, ela representou o Brasil nos Jogos Mundiais de Praia em Doha, no Catar, e conquistou a medalha de ouro na luta de praia feminina até 50 kg. 
No Campeonato Pan-Americano de Wrestling de 2020, realizado em Ottawa, no Canadá, ela conquistou uma medalha de bronze na prova de 50 kg. Ela também competiu no Torneio de Qualificação Olímpica Pan-Americana de Wrestling de 2020, também realizado em Ottawa, Canadá, sem se classificar para os Jogos Olímpicos de Verão de 2020 em Tóquio, no Japão. Ela também não se classificou para as Olimpíadas no Torneio de Qualificação Olímpica Mundial, realizadas em Sofia, na Bulgária.
Em 2021, ela ganhou uma medalha de bronze na prova feminina de 50 kg, no Campeonato Pan-Americano de Luta Livre, realizado na Cidade da Guatemala, na Guatemala.  Em outubro de 2021, ela foi eliminada em sua primeira prova no evento feminino de 50 kg, no Campeonato Mundial de Wrestling, realizado em Oslo, na Noruega.
Em 2022, ela competiu na prova de 50kg, no Torneio Yasar Dogu, realizado em Istambul, na Turquia. Ela ainda competiu nos 50 kg no Campeonato Mundial de Wrestling de 2022, realizado em Belgrado, na Sérvia.

## Conquistas
| Year | Tournament                 | Location             | Result | Event                 |
| ---- | -------------------------- | -------------------- | ------ | --------------------- |
| 2019 | World Beach Games          | Doha, Qatar          | 1a     | Beach wrestling 50 kg |
| 2020 | Pan American Championships | Ottawa, Canada       | 3a     | Freestyle 50 kg       |
| 2021 | Pan American Championships | Guatemala, Guatemala | 3a     | Freestyle 50 kg       |